# 가엘 지베
가엘 지베(프랑스어: Gaël Givet-Viaros, 1981년 10월 9일, 프랑스 아를 ~ )는 프랑스의 전 축구 선수로, 그는 레프트백으로 플레이할 수 있는 왼발잡이 중앙 수비수이다.